# Den Grundlovgivende Rigsforsamling
 Denne artikel omhandler forsamlingen. Opslagsordet har også en anden betydning, se Den Grundlovgivende Rigsforsamling (maleri).
Den Grundlovgivende Rigsforsamling var en forsamling på 152 mænd bestående af 114 folkevalgte og 38 kongevalgte, som fra den 23. oktober 1848 diskuterede og udformede Danmarks første grundlov, Junigrundloven, der trådte i kraft med kongens underskrivelse den 5. juni 1849.
Forsamlingen åbnede den 23. oktober 1848 med en åbningstale af Frederik 7. Allerede den 24. oktober 1848 forelagde justitsminister Carl Emil Bardenfleth forsamlingen et udkast til en grundlov for Danmark og Slesvig, som var udarbejdet af regeringen i det såkaldte Martsministeriet med D.G. Monrad som hovedforfatter og med sproglig tilretning af Orla Lehmann.
Forsamlingen blev indledt i skyggen af den 1. Slesvigske Krig, og den nationalliberale A.F. Krieger foreslog den 6. november 1848 behandlingen udskudt til Slesvigs stilling var afklaret, men han fik ikke opbakning hertil.
Den første tid diskuterede medlemmerne forsamlingens forretningsorden, ligesom enkelte andre sager blev forelagt forsamlingen, bl.a. indførelsen af almindelig værnepligt.
Spørgsmålene om især valgretten og dens udstrækning samt om rigsdagens indretning i et eller to kamre blev heftigt debatteret. Talelysten var stor i forsamlingen, og i december 1848 stod det klart at arbejdsgangen måtte lægges om, hvis man nogensinde skulle blive færdige. Endelig den 21. december nedsatte forsamlingen et grundlovsudvalg på 17 medlemmer, som skulle underkaste grundlovsudkastet en nærmere behandling. Den 22. februar 1849 afgav grundlovsudvalget sin betænkning, hvor især spørgsmålet om selve ordningen af Rigsdagen (paragrafferne 30-36) delte sig i ikke mindre end fem mindretalsforslag.
De egentlige grundlovsforhandlinger blev indledt den 26. februar 1849. Først efter langvarige og vanskelige forhandlinger blev der opnået forlig om et forslag, der var fremsat af højesteretsassessor P.D. Bruun og prokurator C.M. Jespersen. Forsamlingen vedtog endeligt den færdige grundlov den 25. maj 1849, hvor forslaget blev vedtaget med 119 stemmer mod 4, mens 26 var fraværende. Grundloven fik Frederik 7.s underskrift den 5. juni 1849. Valgloven til rigsdagen fik kongens underskrift den 16. juni 1849.
Ændringerne i forhold til det udkast, der var blevet forelagt den 24. oktober, var ikke gennemgribende. Grundlovsudkastet fra 1848 for Danmark og Slesvig rummede 80 paragraffer, mens den endelige grundlov af 5. juni 1849 rummede 100 paragraffer. I væsentlige forhold var det udkastets ånd og indhold, der blev rigets nye forfatning. Til forskel fra det oprindelige udkasts ordlyd blev junigrundloven givet med et forbehold for, at alt, hvad der vedrørte Slesvigs stilling, måtte afvente, til der ved fredsslutning var skabt normale forhold. Men det var fortsat hensigten, at den efter krigen skulle udstrækkes til at gælde for Slesvig.

## Mødested
Møderne foregik i Højesterets lokale i Christiansborgs søndre fløj. Her mødtes forsamlingen næsten dagligt, og ofte flere gange dagligt, da man også holdt aftenmøder i de ca. 7 måneder, forsamlingen eksisterede.

## Tilblivelsesprocessen
Efter Martsrevolutionen 22. marts 1848 ophævede Martsministeriet Frederik 7.s forfatningsreskript af 28. januar, som havde foreslået en fælles forfatning for Danmark og hertugdømmerne, og indkaldte stænderforsamlingerne i Roskilde og Viborg (hertugdømmernes to stænderforsamlinger blev ikke indkaldt pga. krigsudviklingen), som vedtog en valglov for en Den Grundlovgivende Rigsforsamling. Valgloven gav valgret til "uberygtede" mænd over 30 år med selvstændig husstand. I udkastet til en valglov foreslog Martsministeriet en bred valgbasis til Den Grundlovgivende Rigsforsamling. Dog skulle folkerepræsentanterne kun udgøre trefjerdedele, dvs. 114 af de i alt 152 medlemmer, mens den resterende fjerdedel, dvs. 38 medlemmer, var såkaldte kongevalgte udpeget af kongen og hans ministre. Hvorvidt forsamlingen skulle indeholde kongevalgte udløste stor debat i offentligheden og på stænderforsamlingerne. Bestemmelsen endte dog med at gå igennem med stort flertal.
Valgene til Den Grundlovgivende Rigsforsamling afholdtes i 114 enkeltmandskredse den 5. oktober 1848. Forud for valget skulle de stemmeberettigede lade sig indskrive som vælgere på valglister. Månederne op til valget var præget af Danmarks første valgkamp, hvor forskellige foreninger og sammenslutninger fremlagde deres valgprogram og lister med anbefalede kandidater. Valgene foregik ved håndsoprækning, altså ikke hemmelig afstemning. I flere valgkredse, især i Jylland, forløb valghandlingen som fredsvalg. Hver kreds valgte således sin repræsentant til forsamlingen, og de enkelte medlemmer deltog dermed som repræsentanter for et specifikt valgdistrikt på forsamlingen.
Det var aftalt, at ministre ikke kunne vælges, og derfor var ingen af ministrene i Marts- og det senere Novemberministeriet at finde i Den Grundlovsgivende Forsamling.
Valget blev præget af, at martsdagenes folkelige begejstring var borte, og ingen kandidater fra den indflydelsesrige københavnske håndværkerbevægelse, Hippodrombevægelsen, blev valgt. Selvom egentlige partier ikke fandtes, fremstod Bondevennernes Selskab som valgets vinder. De kongevalgte sikrede imidlertid, at Den Grundlovgivende Rigsforsamling kom til at bestå af tre næsten lige store grupper: Et uorganiseret konservativt højre med mange af det gamle systems mest fremtrædende skikkelser, et løst organiseret centrum indeholdende de nationalliberale samt et venstre, domineret af de velorganiserede Bondevennernes Selskab.
Den nationalliberale D.G. Monrad, der var minister i Martsministeriet, skrev det første udkast til en ny forfatningslov for Danmark. I sit arbejde lod han sig inspirere af en samtidens forfatningslove, især den belgiske og den norske forfatning, og skrev på baggrund deraf en skitse på i alt 80 paragraffer. Dette udkast blev siden revideret sprogligt af bl.a. Orla Lehmann, der også var en nationalliberal minister i regeringen.
Den igangværende strid om Slesvigs sproglige og kulturelle karakter resulterede i Monrads og Lehmanns afgang som ministre få dage efter Rigsforsamlingens åbning 23. oktober 1848, men de nationalliberales nøgleposition sikrede, at hovedlinjerne i forslaget blev fulgt. Da Bondevennernes ønske om et etkammersystem ikke kunne samle flertal, kom debatten til at dreje sig om valgretten til Rigsdagens to kamre. Bondevennerne frygtede en udsættelse af Grundloven og tilsluttede sig derfor et forslag, der gav almindelig valgret for mænd til begge ting. Landstinget skulle vælges indirekte for otte år og bestå af medlemmer med en relativt høj indtægt, mens Folketinget skulle vælges direkte for tre år ad gangen. Det endelige forslag blev vedtaget 25. maj 1849 med stort flertal.
Forsamlingen omfattede en række betydelige personligheder, heriblandt N.F.S. Grundtvig, men rummede også en mængde personer, som aldrig senere spillede en politisk rolle. J.F. Schouw blev formand. Da rigsforsamlingens 152 medlemmer var færdige med at behandle lovforslaget, var det vokset til 100 paragraffer. Det blev vedtaget og underskrevet af kongen den 5. juni 1849.
Mange år senere, i 1860, bestilte Alfred Hage hos maleren Constantin Hansen et stort gruppeportræt af Rigsforsamlingens medlemmer (se dette). Det tog fire år at udføre, og undervejs lavede Hansen mange portrætter og skitser af Rigsforsamlingens medlemmer.

## Medlemmer
Der valgtes 114 medlemmer ved flertalsvalg i enkeltmandskredse, og de 114 folkevalgte medlemmer blev suppleret med 38 kongevalgte medlemmer. Samlet havde Den Grundlovsgivende Rigsforsamling 152 medlemmer.
Fra København
1. Martin Hammerich, mag. art.
2. Hans Peter Hansen, nationalbankdirektør
3. Anders Sandøe Ørsted, gehejmekonferensråd
4. Tage Algreen-Ussing, generalprokurør
5. William Frederik Duntzfelt, rådmand
6. Carl Holger Visby, sognepræst
7. Johannes Ephraim Larsen, professor
8. Harald Hartvig Kayser, tømrermester
9. Peter Pedersen, professor
10. Lauritz Nicolai Hvidt, etatsråd
11. Nicolai Elias Tuxen, kaptajnløjtnant

Fra Københavns Amt
1. Frederiksberg: Carl Christian Hall, overauditør
2. Kongens Lyngby: Henrik Leonhard Danchell, grosserer. Da valget blev erklæret ugyldigt, valgtes i stedet Christian Flor, lektor
3. Roskilde Kro: Carl Wilhelm Thalbitzer, godsejer
4. Køge: Andreas Frederik Krieger, professor
5. Roskilde: Lorents Lorck, sognepræst
6. Blæsenborg: Peder Hansen, gårdmand

Fra Frederiksborg Amt
1. Helsingør: Jacob Baden Olrik, byfoged
2. Esrum: Johan Christian Drewsen, fabrikant
3. Ramløse: Edouard Buntzen, kammeradvokat
4. Frederikssund: Rasmus Nielsen Møller, husmand
5. Slangerup: Hans Johansen, gårdejer og sognefoged
6. Hillerød: Johannes Andreas Ostermann, overlærer

Fra Holbæk Amt
1. Holbæk: Niels Ludvig Westergaard, professor
2. Tvede Kro: Jens Gregersen, arvefæster
3. Vedby Kro: Asmund Gleerup, skolelærer
4. Kalundborg: Niels Frederik Jespersen, kaptajn
5. Faurbo Kro:[12] N.H. Nielsen, gårdmand
6. Nykøbing Sjælland: Nikolaj Andresen, møller

Fra Sorø Amt
1. Ringsted: Lars Andersen Hækkerup, parcellist
2. Sorø: Carl Mundt, lektor
3. Holløse: Frederik Frølund, cand. theol.
4. Skælskør: Christen Christensen Møller, institutbestyrer
5. Slagelse: Carl de Neergaard, godsejer
6. Korsør: Frederik Engelhardt Boisen, sognepræst

Fra Præstø Amt
1. Store Heddinge: Lars Hansen, gårdejer
2. Rønnede: Frederik Johannsen, møller
3. Vallø: Hans Egede Schack, cand. jur.
4. Præstø: Hans Hansen, bomuldsvæver, og da denne nedlagde sit mandat, valgtes N.F.S. Grundtvig, præst
5. Vordingborg: Christian Schroll, gårdejer
6. Næstved: Mikkel Rasmussen, gårdejer og sognefoged
7. Stege: Frederik Barfod, student

Fra Odense Amt
1. Odense: Caspar Paludan-Müller, overlærer
2. Højby: Cornelius Petersen, gårdejer
3. Vissenbjerg: Niels Madsen, gårdejer
4. Assens: Hans Dinesen, gårdejer
5. Middelfart: Albert Leth, sognepræst
6. Bogense: Frederik Jespersen, prokurator
7. Søndersø: Hans Christian Johansen, gårdejer
8. Kerteminde: Christen Larsen, gårdfæster

Fra Svendborg Amt
1. Rudkøbing: Jens Andersen Hansen, skomager
2. Tranekær: Jens Rasmussen Jacobsen, gårdejer
3. Svendborg: Jens Christian Colding, læge
4. Nyborg: Frederik Schiern, lektor
5. Kværndrup: Hans Christensen, gårdejer
6. Korinth Kro: Jens Rasmussen, gårdejer
7. Sønder Bråby: Knud Christian Høier, gårdfæster

Fra Maribo Amt
1. Nakskov: Balthazar Christensen, advokat
2. Juellinge: Christen Blach, gårdmand
3. Maribo: Georg Aagaard, prokurator
4. Sakskøbing: Hans Olesen, gårdejer
5. Nykøbing Falster: Mouritz Mørk Hansen
6. Stubbekøbing: Hans Rasmussen, gårdejer (Egense)

Fra Bornholms Amt
1. Rønne: A.S. Stender, cand. jur.
2. Aakirkeby: Johan Nicolai Madvig, professor, og da denne blev minister, J.W. Marckmann, præst

Fra Aalborg Amt
1. Nørresundby: Anders Jensen Hjort, godsforvalter
2. Aalborg: Jens Christopher Schurmann, sognepræst
3. Bælum: Anders Jungersen, skolelærer
4. Brorstrup: Christen Eriksen, gårdejer, mølleejer
5. Nibe: Christian Magdalus Jespersen, landsoverretsprokurator

Fra Hjørring Amt
1. Frederikshavn: Severin Hastrup, proprietær, cand.jur.
2. Sæby: Hans Peter Theilmann, godsforvalter
3. Hjørring: Johannes Christopher Nyholm, godsejer
4. Jerslev: Hans Christian Pape, proprietær (egl. godsejer)
5. Vrejlev: Ludvig Christian Brinck-Seidelin, etatsråd og godsejer
6. Halvrimmen: Johan Nicolai Frederik Hasselbalch, proprietær

Fra Thisted Amt
1. Bjerget: Ulrik Christian Frederik Aagaard, amtsforvalter
2. Thisted: Hans Ditlev Lützhøft, agent
3. Vestervig: Frederik Christian von Haven, sognepræst
4. Nykøbing Mors: Christian Erhard Bagger, sognepræst

Fra Viborg Amt
1. Skive: Bertel Nørgaard, gårdejer
2. Viborg: Laurids Nørgaard Bregendahl, overretsassessor
3. Levring: Mads Pagh Bruun, fabriksejer
4. Søndervinge: Henrik Wellejus Jacobæus, proprietær
5. Løvel: Werner Jaspar Andreas Ussing, overretsassessor

Fra Aarhus Amt
1. Odder: Geert Winther, magister
2. Aarhus: Christian Rasmus Otterstrøm, bankkasserer
3. Skjoldelev:[13] Torkild Christian Dahl, overretsprokurator og godsejer

Fra Skanderborg Amt
1. Horsens: Ditlev Ræder, borgmester
2. Skanderborg: Frederik Vilhelm Schytte, oliemøller
3. Bræstrup: Niels Hunderup, herredsfoged
4. Linå: Michael Drewsen, fabriksejer

Fra Randers Amt
1. Mariager: Joakim Frederik Schouw, professor
2. Randers: Ingvard Henrik Linnemann, overlærer
3. Estrup: Carl Emil Dahlerup, auditør
4. Grenaa: Peter Christian la Cour, præst
5. Ebeltoft: Peter Daniel Bruun, højesteretsassessor
6. Voldum: Bernhard Rée, redaktør og købmand

Fra Vejle Amt
1. Fredericia: Peter Georg Bang, amtmand, og da han blev minister, Carl Holck, herredsfoged
2. Kolding: Carl Ploug, redaktør
3. Vejle: William Walker Stockfleth, herredsfoged
4. Give: Anders Hermansen, gårdejer
5. Uldum (Bøgballe): Jens Jørgensen, gårdejer
6. Bjerre: Jesper Peter With, herredsfoged

Fra Ringkjøbing Amt
1. Ringkøbing: Andreas Evald Meinert Tang, proprietær (egl. godsejer)
2. Lemvig: Ole Kirk, gårdejer
3. Holstebro: Carl Nicolai Petersen, by- og herredsfoged
4. Herning: Jens Fløe, stiftslandinspektør
5. Skjern: Jens Petersen, skolelærer

Fra Ribe Amt
1. Varde: Christopher Leberecht Tobiesen, provst
2. Hjerting: Hans Christian Nielsen, gårdejer
3. Ribe: Peter Hansen Tvede, prokurator
4. Steensvanggaard: Niels Hansen, skolelærer
5. Bredebro: Caspar Frederik Gram, præst

Kongevalgte medlemmer
1. Carl Christopher Georg Andræ, major
2. Hans Peter Bergmann, dyrlæge
3. Vilhelm Bjerring, professor
4. Hans Brøchner Bruun, købmand
5. Preben Lihme Brandt, klædefabrikant
6. S.A.M. Buchwaldt, købmand
7. Christian Cederfeld de Simonsen, stamhusbesidder
8. Georg Christensen, bøssemager
9. Jens Christensen, gårdejer
10. Henrik Nicolai Clausen, professor, og da denne blev minister, Frederik Marcus Knuth
11. Christian Georg Nathan David, professor
12. Carl Edvard van Dockum, kaptajn i Søetaten, senere Christian Albrecht Bluhme
13. Jacob Scavenius Fibiger, oberst
14. Thomas Funder, tobaksfabrikant
15. Hother Hage, cand. jur.
16. Christian Sehestedt Juul, kammerherre
17. Schack Lüneberg Køster, rådmand
18. Mathias Lüttichau, kammerherre
19. Tage Christian Müller, biskop
20. Jacob Peter Mynster, biskop
21. Niels Ostenfeldt, hospitalsforstander
22. Valdemar Tully Oxholm, generalmajor
23. Børge Petersen, hattemager
24. Peder Brønnum Scavenius, godsejer
25. Carl Otto Emil Schlegel, oberstløjtnant
26. Knud Sidenius, købmand
27. Jørgen Erik Frederik Skeel, kammerherre
28. Wilhelm Carl Eppingen Sponneck, og da han blev minister, Anton Frederik Tscherning
29. Frederik Treschow, konferensråd
30. Frederik Wulff, kæmner
31. Christian Frederik Zeuthen, baron
32. Caspar Frederik Wegener, gehejmearkivar
33. Jón Guðmundsson, student, valgt for Island
34. Konrad Gislason, lektor, valgt for Island
35. Jón Johnsen, byfoged, valgt for Island
36. Brynjolf Pjeturson, kgl. fuldmægtig, valgt for Island
37. Jón Sigurðsson, kandidat, valgt for Island
38. Christian Pløyen, amtmand, valgt for Færøerne

Desuden blev departementschef Frederik Holm kongevalgt, men han frabad sig valget.